# Stazione di Modugno (2020)
La stazione di Modugno è una fermata ferroviaria posta sulla linea Bari-Taranto. Serve la città di Modugno.

## Storia
La fermata di Modugno è stata attivata il 26 luglio 2020 come parte del nuovo tracciato a doppio binario fra l'ex stazione di Bari Sant'Andrea e quella di Bitetto. Va a sostituire la vecchia stazione di Modugno Città.

## Strutture e impianti
La fermata, posta alla progressiva chilometrica 9+597, conta due binari, serviti da due banchine laterali lunghe 250 m e alte 55 cm sul piano del ferro, collegate da un cavalcavia pedonale.